# Condado de Cedar (Iowa)
El condado de Cedar (en inglés: Cedar County, Iowa), fundado en 1837, es uno de los 99 condados del estado estadounidense de Iowa. En el año 2000 tenía una población de 18 187 habitantes con una densidad poblacional de 12 personas por km². La sede del condado es Tipton.

## Historia
El Condado de Cedro fue formado el 21 de diciembre de 1837, de las secciones del Condado de Dubuque.

## Geografía
Según la Oficina del Censo, el condado tiene un área total de 1507 km² (581,9 mi²), de la cual 1502 km² (579,9 mi²) es tierra y 6 km² (2,3 mi²) es agua.

### Condados adyacentes
- Condado de Jones (norte)
- Condado de Clinton (noreste)
- Condado de Scott (sureste)
- Condado de Muscatine (sur)
- Condado de Johnson (oeste)
- Condado de Linn (noroeste)

## Demografía
En el 2000 la renta per cápita promedia del condado era de $42 198, y el ingreso promedio para una familia era de $48 850. El ingreso per cápita para el condado era de $$19 200. En 2000 los hombres tenían un ingreso per cápita de $32 008 contra $23 260 para las mujeres. Alrededor del 5.50% de la población estaba bajo el umbral de pobreza nacional.
| 1900   | 1910   | 1920   | 1930   | 1940   | 1950   | 1960   | 1970   | 1980   | 1990   | 2000   |
| ------ | ------ | ------ | ------ | ------ | ------ | ------ | ------ | ------ | ------ | ------ |
| 19 371 | 17 765 | 17 560 | 16 760 | 16 884 | 16 910 | 17 791 | 17 655 | 18 635 | 17 381 | 18 187 |

## Lugares

### Ciudades
- Bennett
- Clarence
- Durant
- Lowden
- Mechanicsville
- Stanwood
- Tipton
- West Branch
- Wilton

### Otras localidades
- Cedar Bluff
- Cedar Valley
- Centerdale
- Downey
- Lime City
- Plato
- Rochester
- Springdale
- Sunbury
- Wald

### Principales carreteras
- Interestatal 80
- U.S. Highway 6
- U.S. Highway 30
- Carretera de Iowa 38
- Carretera de Iowa 130